# جمشید الوندی
جمشید الوندی (زاده ۱۵ فروردین ۱۳۲۲ در همدان – ۱۵ دی ۱۳۹۶) فیلم‌بردار سینما اهل ایران بود.

## درگذشت
پس از تحمل یک دوره بیماری ۱۵ دی ماه ۱۳۹۶ درگذشت.

## مدیر فیلم‌برداری
- خانواده ارنست (۱۳۸۸)
- ماهی‌ها در خاک می‌میرند
- در محاصره
- تیغ‌زن (۱۳۸۷)
- زن بدلی (۱۳۸۵)
- این ترانه عاشقانه نیست (۱۳۸۴)
- نگاه (۱۳۸۳)
- باج‌خور (۱۳۸۲)
- شب‌های روشن (۱۳۸۱)
- بهشت از آن تو (۱۳۷۹)
- جان‌سخت (۱۳۷۶)
- بالاتر از خطر (۱۳۷۵)
- عروسی مهتاب (۱۳۷۵)
- افعی (۱۳۷۱)
- طعمه (۱۳۷۱)
- پرنده آهنین (۱۳۷۰)
- گل‌ها و گلوله‌ها (۱۳۷۰)
- چاووش (۱۳۶۹)
- گالان (۱۳۶۹)
- همه یک ملت (۱۳۶۹)
- پرواز پنجم ژوئن (۱۳۶۸)
- روزنه (۱۳۶۷)
- کانی مانگا (۱۳۶۶)
- کمینگاه (۱۳۶۶)
- مکافات (۱۳۶۶)
- مزدوران (۱۳۶۳)
- شیلات (۱۳۶۲)
- جایزه (۱۳۶۱)
- اشباح (۱۳۶۰)
- بوی گندم (۱۳۵۶)
- شام آخر (۱۳۵۵)
- بت (۱۳۵۵)
- قاصدک (۱۳۵۵)
- تهمت (۱۳۵۳)
- کنیز (۱۳۵۳)
- تعقیب تا جهنم (۱۳۵۲)
- مکافات (۱۳۵۲)
- تنگنا (۱۳۵۲)
- صبح روز چهارم (۱۳۵۱)
- شهر آفتاب (۱۳۵۱)
- جاده (۱۳۵۱)
- یک چمدان سکس (۱۳۵۰)

## تلویزیونی
- سیمرغ (مجموعه تلویزیونی)
- طلاق (مجموعه تلویزیونی ۱۳۵۶)

## جشنواره‌ها
- برنده تندیس بهترین فیلم‌برداری برای فیلم شب‌های روشن از هفتمین دوره جشن خانه سینما - ۱۳۸۲